# 中国哲学家列表
这是一篇关于中国哲学家的列表。

## 古代哲学家
- 孔子，中国最具权威的哲学家。
- 董仲舒，将阴阳学融入儒家道德体系。
- 告子
- 孟子，认为人之初性本善的唯心论者。
- 王符
- 王莽，试图创建和谐社会的皇帝，却以动乱而终。
- 荀子，打破孟子的观点，认为道德是外在的。
- 颜回，孔子最得意的弟子。
- 曾子
- 郑玄
- 子思
- 朱熹
- 儒家人物列表

### 道家
- 陈抟
- 葛洪，抱朴子的作者
- 老子，相传是道家的创始人，道德经的作者。
- 列御寇，相传是道家书籍《列子》的作者。
- 扬雄
- 张道陵
- 张角
- 张三丰
- 庄子，神秘主义和相对论的怀疑者。
- 道教人物列表

### 中国阴阳家
- 邹衍，将阴阳与五行理论相结合。

### 墨家
- 墨子，实用主义者，墨家的创始人。
- 鲁班

### 法家
- 晁错
- 韩非子，法家学说集大成者。
- 李悝
- 李斯
- 商鞅
- 申不害
- 慎到
- 子产

### 杨朱学派
- 杨朱

### 名家
- 邓析
- 惠施，相对的名家学派，影响了庄子。
- 公孙龙，名家学派，因其悖论<白马非马>而著名。

### 重农主义
- 许行

### 纵横家
- 鬼谷子
- 苏秦
- 张仪
- 乐毅
- 郦食其

### 兵家
- 孙子
- 孙膑

## 帝国时代的哲学家

### 玄学
- 郭襄
- 王弼，三国时期哲学家。
- 竹林七贤
  - 阮籍
  - 嵇康
  - 山涛
  - 刘伶
  - 阮咸
  - 向秀
  - 王镕

### 禅宗
- 惠能，6世纪佛教禅宗学派的鼻祖。
- 临济义玄，中国佛教禅学临济宗的创始人。
- 赵州从谂，8世纪著名的禅学大师。因其巧妙的教学方法名扬天下。
- 吉藏
- 僧肇
- 一行
- 支遁
- 玄奘
- 慧远

### 新儒家学派（宋明理学）
- 周敦颐，主张形而上学和道德的不可分性。
- 程颐
- 程颢
- 朱熹（朱子），唯物主义者，理学的开创者。
- 陈宏谋
- 王夫之，认为儒家学说已被扭曲，因而有自家解释。
- 王阳明，唯心主义者，阳明心学的开创者。
  - 李贽，宣扬道德相对论。
  - 钱德洪，阳明心学的发扬者。 
  - 徐爱，王阳明的追随者。
  - 黄宗羲，宋明理学中强调宪法重要性的第一人。
  - 湛若水，王阳明的一生好友。
- 韩愈，宋明理学的先驱，散文家，诗人。
- 陆九渊
- 邵雍，北宋五子之一，易学家、思想家、诗人。被公认为当时最博学的人。
- 苏轼，宋代著名文学家。
- 叶适，主张实用主义，主张将孔子教条应用在真实世界中。
- 张载，关学的开创者， 认为万物之源为‘气’。
- 来知德，创造出来氏太极图
- 李翱
- 刘宗周，明末著名哲学家、文学家，被认为是宋明理学最后的大师。

### 与伊斯兰教相结合的儒家哲人
- 王袋舆，真回老人，中国明末清初著名的伊斯兰教学者和经师。
- 刘智

### 考据学派
- 王夫之
- 顾炎武
- 颜元
- 戴震
- 段玉裁
- 纪晓岚
- 章学诚
- 阮元
- 康有为
- 谭嗣同
- 洪亮吉

## 无法准确分类的哲学家
- 潘平格
- 戴震
- 孙子，孙子兵法作者
- 范縝
- 鬼谷子
- 桓譚
- 王冲
- 蔡仲
- 马融
- 慎到
- 沈括
- 西门豹

## 现代哲学家
- 冯友兰
- 金岳霖
- 杜维明
- 熊十力
- 牟宗三
- 唐君毅
- 徐复观
- 张东荪
- 张君劢
- 曾立存
- 方東美
- 胡適
- 陳澤賢
- 魯迅

## 中国马克思主义哲学
- 毛泽东
- 王若水
- 李达
- 艾思奇
- 陈独秀
- 瞿秋白
- 杨献珍
- 杨荣国
- 张世英